# ФК Шалготарјан

Фудбалски клуб Шалготарјан (мађ. Salgótarjáni Barátok Torna Club), је мађарски фудбалски. Седиште клуба је у Шалготарјану, Мађарска. Боје клуба су црвена и плава.

## Успеси
- Прва лига Мађарске у фудбалу:
  - 3. место (1) :1935/36.[2]
- Куп Мађарске у фудбалу:
  - финалиста (1) :1940/41.